# 阿米阿努斯·馬爾切利努斯
阿米阿努斯·馬爾切利努斯（Ammianus Marcellinus，约330年－约390年代），或譯“阿米亚努斯·瑪尔凱里努斯”，古羅馬末期最知名史學家。
出身於希臘貴族家庭，從西元350年起以文學書寫及編年方式詳細描繪羅馬帝國後期歷史，直至378年。阿米阿努斯·馬爾切利努斯將近30年的史學編著所遺留羅馬歷史相關著作本共有31卷，後來因動亂等各種原因佚失13冊，不過即使如此，遺留下的18本著作仍是羅馬史研究的最主要根源之一。